# اندیس آنومالی کردکندی
آنومالی کردکندی یک اندیس فلزی است که در حوالی شهر دیزج استان آذربایجان غربی قرار دارد و مادهٔ معدنی موجود در آن، طلا است. سنگ میزبان این اندیس سنگ‌های اولترامافیک، گابرو و دایکهای دیابازی مربوط به سریهای افیولیتی است در این اندیس، پاراژنز‌های سینابر، هماتیت، مگنتیت، لیمونیت، کلریت، کرومیت یافت می‌شوند.